# 駒澤大学
駒澤大学（こまざわだいがく、英語: Komazawa University）は、東京都世田谷区駒沢に本部を置く日本の私立大学。1592年創立。1925年大学設置。旧制大学の一つ。略称は駒澤、駒大（）。「澤」が旧字体のため、報道などでは「駒沢」と新字体で表記されることもある。
日本の伝統仏教宗派の一つである曹洞宗が1592年に設立した吉祥寺の学寮（吉祥寺会下学寮）を起源とする旃檀林（1657年命名）が発展した大学である。

## 概説

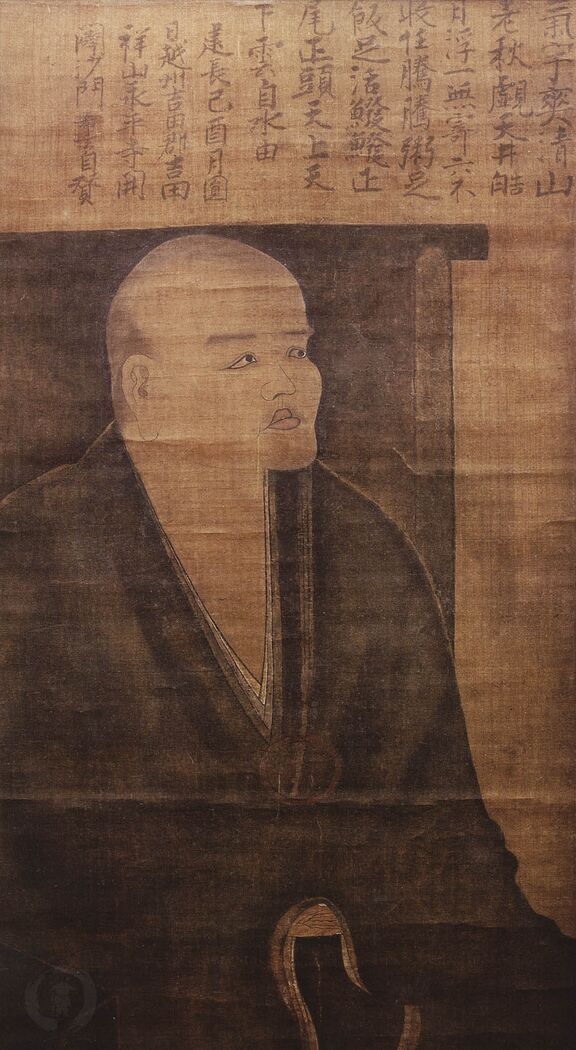
日本における曹洞宗の開祖道元

### 建学の理念
仏教の教えと「禅」の精神を建学の理念を教育・研究の基本とする大学である。
仏教は物事を正しく理解する「智慧」を獲得し、それを「慈悲」の心で周囲に役立てることを目指す。しかし、それらは外だけに向けられるものではなく「智慧」も「慈悲」も、自己を離れては存在しえない。そこで、本来の自己を見つめる「禅」の心が活かされてくる。己れの、内と外、体と心、それらをひとつにして道をきわめてゆくことを、道元は「身心学道」と表現した。
この「身心学道」を現代社会において実践するため、常に本来の自己にたちかえりつつ、最新の学問を修め、現代の社会に活かしていく人材を養成しようとしている。
建学の理念をわかりやすく表現した言葉として、「行学一如」と「信誠敬愛」がある。
行学一如修行（実行・実践）と修学（学問・研究）は一体で、互いに影響し合って発展していくという禅の思想に由来する言葉。
信誠敬愛大乗仏教に説く自利と利他の精神を敷衍して、自己を磨くには、誠の心をもってし、他者のために尽くすには、深い慈しみの心をもってすべきということ。

### 教育および研究
創設の経緯から仏教学部を設置し、仏教研究を行う仏教学科と、禅学科を併設している。
近年では、2003年に日本唯一の医療健康科学部を開設し、診療放射線技師の育成を行っている。
2006年には、グローバル・メディア・スタディーズ学部を開設し、世界を舞台に活躍できる語学力と情報リテラシーを備え、メディアやコンテンツの本質を深く理解し駆使する力を備えた人材の育成に取り組んでいる。
23区内の総合大学としては珍しく、在学生約1万4,500人のうち、大学院生の一部を除いた大部分の学生が一つの駒沢キャンパスで学習する。

### 学風および特色
建学の経緯もあり、伝統的に文学部歴史学科や仏教学部が有名。
特に曹洞宗派の仏教学科は駒大が日本唯一であり、仏教系の総合大学としても東日本最大の規模を誇る。
またスポーツでは駅伝陸上、サッカー、野球、ボクシング、空手などが盛んである。

## 沿革
（沿革節の主要な出典は公式サイト）

### 略歴
1592年（文禄元年）に駿河台の吉祥寺に創設された学林を起源とする。禅の実践と仏教の研究、漢学の振興を目的としていた。1657年（明暦3年）に吉祥寺駒込に移転し、中国の名僧であった陳道栄が「旃檀林」と命名した（この名は、現在の校歌にもうたわれている）。
その後、吉祥寺学寮を中心にして青松寺学寮（獅子窟）と泉岳寺学寮を統合した曹洞宗大学林専門学本校（1882年（明治15年）10月15日開校）、曹洞宗大学（1905年（明治38年）改称）を経て、大学令に基づく旧制の駒澤大学（1925年（大正14年）改称）へと発展し、このとき寺院の子弟以外にも広く門戸を開放している。

### 年表
- 1592年 : 駿河台の吉祥寺に学林が創立される
- 1600年 : 青松寺（獅子窟）が平川から愛宕下に移転する
- 1612年 : 徳川家康が今川義元の孫である門庵宗関を開山に招き、外桜田に泉岳寺を創建
- 1641年 : 寛永の大火で泉岳寺は高輪に移転、学寮九棟が整備される
- 1657年 : 中国の僧陳道栄が学林を「旃檀林」と命名
- 1658年 : 明暦の大火（1657年）、江戸の大火（1658年）の後、吉祥寺は駒込に移転
- 1688年 - 1704年 : 旃檀林の学寮規則が卍山道白によって整備される
- 1811年 : 旃檀林に「義睿寮」「恵香（慧光）寮」などの寮長の名を冠した学寮を創設
- 1818年 - 1831年 : 「越後寮」「三河寮」「加賀寮」などの学寮を創設
- 1875年 : 大教院神仏分離により、獅子窟学寮内に「曹洞宗専門学本校」を開校する
- 1876年 : 曹洞宗専門学本校を駒込吉祥寺内の旃檀林に移転する
- 1882年 : 麻布区日ヶ窪町に校舎を新築し、「曹洞宗大学林専門本校」と改称、10月15日に開校式を挙行
- 1904年 : 専門学校令により「曹洞宗大学林」が設置・認可される
- 1905年 : 「曹洞宗大学」に改称
- 1908年 : 大内青巒により「曹洞宗大学校歌」が作られる
- 1912年 : 荏原郡駒沢村に校地を購入
- 1913年 : 曹洞宗大学を駒沢に移転
- 1914年 : 曹洞宗大学の校旗を制定、朝鮮より初の留学生が入学
- 1923年 : 関東大震災により講堂・図書館が倒壊
- 1925年 : 大学令により認可、「駒澤大学」に改称、文学部（仏教・東洋・人文の3学科）、旧1号館が完成
- 1928年 : 1923年に倒壊した図書館の代替として菅原栄蔵の設計したフランク・ロイド・ライト式建築の図書館（耕雲館、現・禅文化歴史博物館）が完成
- 1930年 : 北原白秋作詞・山田耕筰作曲の駒澤大学校歌を制定
- 1932年 : 旧2号館が完成
- 1937年 : 旧大講堂が完成
- 1943年 : 駒澤大学出陣学徒壮行会を挙行、校舎の一部が航空兵器総局輸送部施設となる
- 1945年 : 東京大空襲により、旃檀林の伽藍と学寮は経蔵（書庫）を残して焼失
- 1949年 : 新制大学へ移行、仏教学部・文学部・商経学部を設置（3学部9学科）
- 1950年 : 駒澤短期大学を開設、仏教科を開設
- 1951年 : 学校法人駒澤大学に組織変更。広川弘禅農相の仲介で三井物産元社長の小林正直から渋谷校地を購入
- 1952年 : 大学院に人文科学研究科仏教学・哲学・国文学・社会学の修士課程を設置、渋谷分校（商経学部第二部、附属高校）
- 1960年 : 10号館が完成、全国同窓会を組織
- 1961年 : 駒澤エックス線技師学校設立、野村證券に渋谷校地を譲渡、祖師谷グラウンド購入
- 1962年 : 開校80周年、禅学大辞典を編纂
- 1963年 : 5号館が完成、北海道岩見沢市・苫小牧市に校地を購入する
- 1964年 : 法学部を設置、講堂兼体育館（6号館）完成。岩見沢市に北海道教養部を設置
- 1965年 : 商経学部を経済学部に改称
- 1966年 : 大学院人文科学研究科英米文学・地理学・日本史学専攻の修士課程と大学院商学研究科商学専攻修士課程を設置
- 1967年 : 玉川グラウンド（わかもと製薬東京工場跡地）を購入する。8号館・第4研究館・大学会館が完成
- 1968年 : 学園通信が創刊、4号館が完成、大学院人文科学研究科英米文学・地理学・日本史学専攻と大学院商学研究科商学専攻に博士後期課程を設置、哲学科の学生募集停止
- 1969年 : 経営学部を設置、禅研究所を開設
- 1970年 : 第3研究館・第2体育館が完成
- 1971年 : 法学部と経営学部に2部を設置
- 1974年 : 玉川校舎と玉川ホールが完成する
- 1975年 : マス・コミュニケーション研究所を開設、禅研究館が完成する
- 1977年 : 東急新玉川線（現在の田園都市線）が開通し「駒沢大学駅」開設
- 1982年 : 開校100周年記念講堂を建設、旧大講堂と旧1・2号館を解体
- 1999年 : 北海道教養部を廃止、深沢校地（旧三越迎賓館）を購入する
- 2002年 : 禅文化歴史博物館設置、開校120周年記念事業（キャンパス再整備等）開始
- 2003年 : 医療健康科学部を設置
- 2004年 : 法科大学院を設置、人文科学研究科の日本史学専攻を歴史学専攻に改組
- 2006年 : 駒澤短期大学の学生募集を停止。グローバル・メディア・スタディーズ学部を設置
- 2007年 : 大学院に医療健康科学研究科診療放射線学専攻を開設。深沢キャンパス竣工。大学基準協会による機関別認証評価をうけ同協会が定めた大学基準に適合している事が認証される[4]
- 2010年 : 大学院に医療健康科学研究科診療放射線専攻 博士後期課程を開設
- 2013年 : 大学院にグローバル・メディア研究科を開設
- 2018年 : 駒澤大学開校130周年記念棟「種月館」竣工[5]
- 2020年：大学院に仏教学研究科仏教学専攻を開設[6]
- 2021年 :2023年度以降の法曹養成研究科（法科大学院）の学生募集停止を発表[7]
- 2022年 :駒澤大学図書館（新図書館）を開館[8]

## 基礎データ

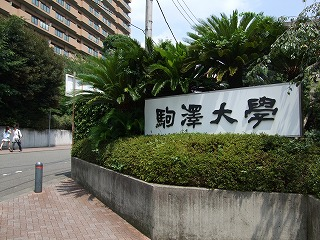
駒沢キャンパス正門

### 所在地
- 駒沢キャンパス（東京都世田谷区駒沢1-23-1）
- 深沢キャンパス（東京都世田谷区深沢6-8-18）
- 玉川キャンパス（東京都世田谷区宇奈根1-1-1）

### 象徴
- 校章は「大學」の象形文字をデザインしたものである。極めて大きい心で、すべての学を蔽い尽くしているというさまを表す。
- 襟章は三角形の頂点が「喜心」「老心」「大心」の三心を象徴している。
  - 喜心 - 自らが、この世に生をうけたことを喜ぶと共に、他を喜ばせようと願い続ける心。
  - 老心 - 父母が子をおもうように、生きとし生けるものへの慈しみの心。
  - 大心 - 大山の如く高く、大海の如く広く、いずれか一方だけに偏り、また党するのでなく、常にこだわりのない公平な心。
- シンボルマーク（平成10年3月20日制定）は、駒澤大学の頭文字「K」をモチーフにデザインされた（商標登録第4300018号）。「栴檀の葉が過去から未来へとまっ直ぐに 力強く伸びつつあるさま」、「慈悲」、「知性と知恵」をあらわしている。シンボルマーク制定以前は、仏教の教えをイメージした転法輪を用いていた[9]。

### 校歌・応援歌
- 駒澤大学校歌（1930年制定）- 作詞：北原白秋、作曲：山田耕筰
  - 1929年、應援團が世田谷区若林の北原白秋邸に赴き駒澤大学校歌の制作を依頼（『應援團誌』[10]）。
- 第一応援歌「燃えよ闘魂」（1953年制定）- 作詞：吉川静夫、作曲：服部正
- 第二応援歌「採れよ栄冠」- 作詞：北原白秋、作曲：山田耕筰
- 第三応援歌「勝利の翼」
- 「飛べよ熱球」

### スクールカラー
- スクールカラーは紫（むらさき■）をシンボルマークや駅伝の襷の色などに採用している。

### 歴代学長
学監 
- 新井石禅（?）
- 大森禅戒（1899）
- 藤田俊訓（1958 - 1975）

 総監 
- 初代 辻顕高（1885-1889）
- 2代 星見天海（1887-1888）
- 3代 福山黙堂（1889-1891）
- 4代 原坦山（1891-1903）
- 5代 山腰天鏡（1903-1909）

 曹洞宗大学学長 
- 秋野孝道（1909-1917）
- 丘宗潭（1918-1924）

 学長 
- 初代 忽滑谷快天（1925-1934）
- 2代 大森禅戒（1934-1937）
- 3代 立花俊道（1937-1940）
- 4代 宇井伯寿（1941-1942）※文化勲章
- 5代 中根環堂（1942）
- 6代 山上曹源（1943-1945）
- 7代 立花俊道（1945-1947）※2回目
- 8代 岡田宜法（1947-?）
- ・代 山田霊林（1964-1967）
- ・代 榑林皓堂（1968-?）
- ・代 水野弘元（?-?）
- ・代 桜井徳太郎（1986-1989）※以降、公選制
- ・代 平井俊榮（1990-?）
- ・代 阿部肇一（1993-1994）
- ・代 奈良康明（1994-1997）
- ・代 雨宮眞也（1998-2001）
- ・代 大谷哲夫（2002-2006）
- ・代 池田練太郎（2006-2009）
- ・代 石井清純（2009-2013）
- ・代 廣瀬良弘（2013-2017）
- ・代 長谷部八朗（2017-2021）
- ・代 各務洋子 (2021-2025）
- ・代 村松哲文 (2025-2029(予定))

 総長 
- 初代 岡田宜法（?）
- 2代 衛藤即応（1953-1957）
- 3代 保坂玉泉（1958-?）
- 4代 山田霊林（?）
- 5代 榑林皓堂（1968-75）
- 6代 岡本素光（1975-1977）
- 7代 大久保道舟（1978-1981）
- 8代 水野弘元（1982-1983）
- 9代 桜井秀雄（1983-1985）
- 10代 鏡島元隆（1986-1993）
- 11代 桜井秀雄（1993-1996）※2回目
- 12代 松田文雄（1997-2003）
- 13代 奈良康明（2005-2006）
- 14代 大谷哲夫（2006-2009）
- 15代 田中良昭（2009-2013）
- 16代 池田魯参（2013-2019）
- 17代 永井政之（2019-）

## 教育・研究

### 組織

#### 学部
- 仏教学部
  - 禅学科
  - 仏教学科
- 文学部
  - 国文学科
  - 英米文学科
  - 地理学科
    - 地域文化研究専攻
    - 地域環境研究専攻

  - 歴史学科
    - 日本史学専攻
    - 外国史学専攻
      - 西洋史コース
      - 東洋史コース

    - 考古学専攻

  - 社会学科
    - 社会学専攻
    - 社会福祉学専攻

  - 心理学科
- 経済学部
  - 経済学科
  - 商学科
  - 現代応用経済学科
- 法学部
  - 法律学科（昼夜開講制）
    - フレックスA（昼間主コース）
    - フレックスB（夜間主コース）

  - 政治学科
- 経営学部
  - 経営学科
  - 市場戦略学科
- 医療健康科学部
  - 診療放射線技術科学科
- グローバル・メディア・スタディーズ学部
  - グローバル・メディア学科

#### 研究科
- 仏教学研究科（修士課程・博士後期課程）
  - 仏教学専攻
- 人文科学研究科（修士課程・博士後期課程）
  - 仏教学専攻
  - 国文学専攻
  - 英米文学専攻
  - 地理学専攻
  - 歴史学専攻（コース制は修士課程のみ）
    - 日本史学コース
    - 東洋史学コース
    - 西洋史学コース
    - 考古学コース

  - 社会学専攻
  - 心理学専攻（コース制は修士課程のみ）
    - 心理学コース
    - 臨床心理学コース
- 経済学研究科（修士課程・博士後期課程）
  - 経済学専攻（コース制は修士課程のみ）
    - 研究コース
    - 税務・財務コース
    - キャリアアップコース
- 商学研究科（修士課程・博士後期課程）
  - 商学専攻
- 法学研究科（修士課程・博士後期課程）
  - 公法学専攻
  - 私法学専攻
- 経営学研究科（修士課程・博士後期課程）
  - 経営学専攻
- 医療健康科学研究科（修士課程・博士後期課程）
  - 診療放射線学専攻（コース制は修士課程・博士後期課程ともにある）
    - 診療画像学コース
    - 医用計測学コース
- グローバル・メディア研究科（修士課程・博士後期課程）※博士課程は設置認可申請中
  - グローバル・メディア専攻

#### 専門職大学院
- 法曹養成研究科（法科大学院）（令和5年度以降の入学に関する学生募集を停止）[7]
  - 法曹養成専攻

#### 研究所
- 禅研究所 : 禅や仏教だけでなく、文学・心理学・法学・語学・体育学など各分野の研究者が、禅の思想について総合的な研究を行う。定例研究会・公開講演会・日曜講座などを開催。『禅研究所年報』を刊行[11]
- 仏教経済研究所 : 1966年4月に創設。仏教と経済に関する研究を行う[12]
- 仏教文学研究所 : 研究紀要を刊行[13]
- 応用地理研究所 : 1973年に創設[14]
- 法学研究所 : 法学の基礎知識の修得から法科大学院の入試対策までの実践的な教育を行う。2008年度から司法書士の試験科目を設置[15]
- 司法研究所 : 2008年設置[16]
- ジャーナリズム・政策研究所（通称：ジャナ研） : ジャーナリズムや政策についての総合的な研究と、関連分野を目指す学生への特別指導を行う。講師陣による「ジャナ研講座」を開催[17]（2017年に改称、2016年までマス・コミュニケーション研究所）
  - 駒大スポーツ新聞 (通称: コマスポ)、フリーペーパー、ニュースメディア、ディベート・プレゼンテーションの4部門がある。
- 経理研究所 : [18]
- グローバル・メディア・スタディーズ・ラボラトリ : 2010年度に設置[19]
- 経済学部現代応用経済学科ラボラトリ : 2018年4月に設置[20]
- 医療健康科学研究所 : 2017年4月に発足[21]

#### 研究会・学会
- 駒澤宗教学研究会 : 1972年設立。会誌『宗教学論集』を刊行[22]、奨励賞を1988年より設置（会誌の優れた論文へ授与。対象は非専任かつ掲載時40歳以下の執筆者）[23]
- 駒澤史学会 : 1953年設立。「駒澤史学」など刊行[24]
- 駒澤大学地理学教室 : 「駒澤地理」など刊行[25]
  - 沿革
    - 1929年 : 駒澤大学専門部に歴史地理科を設置
    - 1944年 : 地理学専攻と歴史学専攻に分離
    - 1949年 : 新制駒澤大学文学部に地理歴史学科地理学専攻・歴史学専攻を設置
    - 1966年 : 駒澤大学大学院人文科学研究科地理学専攻を設置（修士課程・博士課程）
    - 1967年 : 駒澤大学文学部地理歴史学科を地理学科と歴史学科に分離
    - 2001年 : 地理学科に地域文化研究専攻と地域環境研究専攻を設置

### 教育
文部科学省に採択された教育プロジェクトには、次のものがある。

#### 大学教育・学生支援推進事業
- 【テーマB】学生支援推進プログラム・学生支援推進プログラム「学生と大学のコラボレーションによる就職支援とキャリア教育」（2009年度採択）
  - 学生の人間力の向上をはかり、1年次生から将来に向けたキャリアプランを確立させることを目指し、職員、教員ならびに学生の3主体連携に基づいた就職支援に取り組む。
  - 学生主体：内定を得た学生の自主的グループによる下級年次生へのアドバイス、グループディスカッションを中心とした「就職活動集中セミナー」の実施。
  - 職員主体：学生のキャリアプランの確立を支援する「ガイダンス」の開催、キャリアカウンセラーによる個別相談、企業の人事担当者と面談をする「学内合同企業説明会」等の実施。
  - 各学部の教員との連携により各主体間の協働を促し、学生の「就職活動実践力」を鍛え、経済、社会の発展に貢献できる人材育成を目指す。教育課程のキャリア教育と組み合わせて、キャリア教育の推進を図ることが期待される。

#### 大学生の就業力育成支援事業（就業力GP）
- 「正課・課外を連携する自発的就業力育成」（2010年度採択）
  - この取組は、1.大学4年間にわたる就業力教育体系の評価・改善、2.学生自身が身につけるべき力に気づき、自発的に就業力を磨くための仕組み、3.キャリア教育の各科目の評価・改善をもとに、新しい就業力教育体系を経済学部・グローバル・メディア・スタディーズ学部で試行し、その評価・改善を通じて就業力育成教育を確立することを目的とする。

#### 産業界のニーズに対応した教育改善・充実体制整備事業
- 「首都圏に立地する大学における産業界のニーズに対応した教育改善」（2012年度採択）
  - 産業界のニーズに対応した人材育成の取組を行う大学・短期大学が地域ごとに共同して地元の企業、経済団体、地域の団体や自治体等と産学協働のための連携会議を形成して取組を実施することにより、社会的・職業的に自立し、産業界のニーズに対応した人材の育成に向けた取組の充実が図られるよう国として財政支援を行うことにより、幅広い職業人養成に比重を置く大学の機能別分化に資することを目的とする。

#### がんプロフェッショナル養成基盤推進プラン
- 「都市型がん医療連携を担う人材の実践的教育」（2011年度採択）
  - この取組は、医療健康科学研究科において採択され、がんの手術療法、放射線療法、化学療法その他のがん医療に携わるがん専門医療人を養成する大学の取組を支援することを目的として実施される。

#### 私立大学研究ブランディング事業
- 「タイプB（世界展開型）」（2016年度採択）
  - この取組は、全学的な看板となる研究を推進し、その成果をもって、大学の目指す将来展望に向けて独自色や魅力を発信する取り組みである。選定された事業は「『禅と心』研究の学際的国際的拠点づくりとブランド化事業」である。

#### 私立大学等改革総合支援事業
- タイプ5「プラットフォーム形成」の【発展型】（2018年度採択）
- タイプ3「地域社会への貢献」（プラットフォーム型）（2019年度採択）
  - この取組は、大学間、自治体、産業界等との連携を進めるためのプラットフォーム形成を通じた大学改革の推進を支援するもので、世田谷プラットフォームは、2018年度も同事業のタイプ5（発展型）に選定されており、2019年度で2年連続の選定されている。

### 社会貢献

#### 公開講座
現役の教員、名誉教授、非常勤講師が、聴講者の要望を受けつつ、その時々のトピックスにも配慮したテーマの講座を開いている。

#### 日曜講座
1962年に発足した坐禅と講義による公開講座。「本講座は、地域社会の人々に、本学が親しみ易い大学となり、家族そろって仏教（禅）を身近に生活し体験するうちに人間的教養も高まり、幸福な家庭を築きあげるよう努めることにある」（「講座開講のねがい」より）とあり、現在、駒澤大学禅研究所が中心となって講座を運営している。

#### スポーツフェスティバル in 玉川
2010年より、近隣との交流を深め、駒澤大学そして駒澤大学体育会サークルがどのような活動を行っているか発表することを目的として、小・中学生を対象としたスポーツ教室を開催している。

#### こども大学 in 駒沢
2018年より、大学と地域社会との交流および地域貢献を通した課外活動による学生の自己形成促進、ならびに近隣住民の方々に教育活動の機会を提供することを目的として、本学文化系サークルが小学生の夏休み自由研究のお手伝いを行う取組である。

#### みんなの発表会 in 駒沢
2019年より、大学と地域社会との交流および地域貢献を通した課外活動による学生の自己形成促進、ならびに近隣住民の方々に教育活動の機会を提供することを目的として、本学サークルと地域サークルがステージ演奏や作品展示を行う取組である。

#### クリーンキャンペーン
体育会部活の学生・教職員が協力し、定期的に大学周辺の道路の清掃活動を行っている。

## 学生生活

### クラブ・サークル
2023年4月時点で、体育会（41団体）、文化部（20団体）、任意団体（90団体）、その他団体（2団体）、計154団体がある。

#### 体育会（41団体）
学生スポーツの興起と学内体育の振興、並びに所属団体間の親睦、交流、調整を目的に学内のスポーツ系団体（1競技1団体）が加盟している。いずれも競技団体ごとの連盟に駒澤大学体育会所属団体として登録し、公式試合に臨んでいる。
- サッカー部 : 1931年創立。関東大学サッカー連盟所属。
- 陸上競技部 : 1963年創立。関東学生陸上競技連盟所属。
- 硬式野球部 : 1947年創立。東都大学野球連盟所属。
- 準硬式野球部 : 1964年創立。東都大学準硬式野球連盟所属[30]。
- 軟式野球部 : 東京新大学軟式野球連盟所属。
- バスケットボール部 : 創立年月日不明。関東大学バスケットボール連盟所属。
- 男子バレーボール部 : 1965年創立。関東大学バレーボール連盟所属。
- 卓球部 : 1929年創立。関東学生卓球連盟所属[31]。
- 硬式テニス部 : 1966年創立。関東学生テニス連盟及び全日本学生テニス連盟所属[32]。
- 軟式庭球部 : 2004年創立。関東学生ソフトテニス連盟所属。
- アメリカンフットボール部 : 1972年創立。関東学生アメリカンフットボール連盟所属。
- ラグビーフットボール部 : 1969年創立。東京都ラグビーフットボール協会及び関東大学ラグビーフットボール連盟所属。
- オーストラリアンフットボール部 : 2004年創立。日本オーストラリアンフットボール協会所属。別名：マグパイズ。
- 相撲部 : 1929年創立。全日本学生相撲連盟所属[33]。
- ボクシング部 : 1959年創立。日本ボクシング連盟所属。
- 空手道部 : 1948年創立。関東学生空手道連盟所属[34]。主な功績は「#空手道部」を参照
- 剣道部 : 1953年創立。東京都剣道連盟所属[35]。
- 合気道部 : 1957年創立。関東学生合気道連盟及び全国学生合気道連盟所属。
- 柔道部 : 1963年創立。東京学生柔道連盟所属。
- 弓道部 : 1964年加盟。東京都学生弓道連盟及び全日本学生弓道連盟所属[36]。主な功績は「#弓道部」を参照
- 少林寺拳法部 : 1966年創立。全日本学生少林寺拳法連盟所属。
- 日本拳法部 : 1966年創立。日本拳法連盟所属。
- 居合道部 : 1980年創立。全日本学生居合道連盟及び東日本学生居合道連盟及び東京都剣道連盟所属。
- 自転車部 : 1963年創立。日本学生自転車競技連盟所属。
- 自動車部 : 1962年創立。全日本学生自動車連盟所属。
- 射撃部 : 1960年創立。日本学生ライフル射撃連盟関東支部所属。
- 洋弓部 : 1970年創立。関東学生アーチェリー連盟所属。
- 体操競技部 : 1967年創立。全日本学生体操連盟所属[37]。
- 競技ダンス部 : 1967年創立。東部日本学生競技ダンス連盟所属[38]。
- ボウリング部 : 1967年創立。関東学生ボウリング連盟所属。
- バドミントン部 : 1971年創立。関東学生バドミントン連盟及び東京都学生バドミントン連盟所属。
- ハンドボール部 : 1972年創立。関東学生ハンドボール連盟及び全日本ハンドボール連盟及び日本ハンドボール協会所属。
- 一般スキー部 : 1963年創立。SIG学生スキー連盟及び東京都スキー連盟及び全日本スキー連盟所属。
- アイススケート部 : 1971年創立。東京都アイスホッケー連盟所属。
- 男子ラクロス部 : 1990年創立。関東学生ラクロス連盟所属。
- 女子ラクロス部 : 1990年創立。日本ラクロス協会所属。
- ゴルフ部 : 1999年創立。関東ゴルフ連盟所属[39]。
- ヨット部 : 1970年創立。関東学生ヨット連盟所属。
- ワンダーフォーゲル部 : 1956年創立。所属不明。
- チアリーディング部ブルージェイズ : 1996年創立。日本チアリーディング協会所属。
- 駒澤大学應援指導部ブルーペガサス : 1979年創立。

#### 文化部（20団体）
文化・芸術・学術・芸能等のサークル活動を通じて、人間形成および学生生活の向上をはかることを目的としている。1972年度以前に創立されたもの。
- 演劇研究部　劇団ARGO（アルゴ）：1960年4月創立。年3回の公演を中心に活動[40]。OBを中心に結成された劇団チョコレートケーキがある。
- 落語くらぶ（落研）：1966年6月に創部。前座落語会、月1回の定例会、夏合宿、秋の駒澤落語会、冬の駒大寄席、その他、関東落研連合や他大学との合同寄席を行う[41]
  - 沿革とOBの活躍
    - 1966年6月21日「駒澤大学落語くらぶ」が独立部外団体として承認される
    - 1987年　OB神田愛山、真打昇進
    - 1991年　OB会結成。桂竹丸がNHK新人演芸大賞受賞
    - 1993年　OB桂竹丸、真打昇進
    - 2008年　OB三遊亭遊馬、真打昇進
    - 2010年　OB桂文雀、真打昇進
    - 2016年　OB三遊亭ふう丈、 二ツ目昇進
    - 2019年　OB柳家あお馬と春風亭昇輔、 二ツ目昇進
    - 2022年　OG古今亭雛菊、 二ツ目昇進
- 吹奏楽部 : 1952年創立。サマーコンサート、定期演奏会、全日本吹奏楽コンクール、春季合宿、各種依頼演奏（企業イベント、学校等）、慰問演奏などを行う[42]。
- 合唱団 : [43]
- ギターマンドリン倶楽部：
- 軽音楽部ジャズ研究会：
- 軽音楽部ミュージック研究会：
- 軽音楽部ポピュラー研究会：
- 企画研究会：
- 囲碁部：
- 電気美術研究部（デンビ）[44]：1945年創部。ライブや演劇などの音響や照明に関わる芸術活動を行っている。オープンキャンパスや学園祭といった学内のイベントに取り組むほか、総持寺の盆踊りなど、学外のイベントにも進出している[45]。出身者の住職は2009年、瑞龍寺のライトアップに参加している[46]。
- 美術部：
- 漫画倶楽部：部誌を年2回制作、コミックマーケットやCOMITIAなどに参加[47]
- 写真部：
- 書道部：
- 茶道部：
- 参禅部：
- 仏教青年会：
- 釣りクラブ：
- 鉄道研究会：[48]

#### 任意団体（90団体）
1973年度以降に設立されたもの。その他、学術研究を目的とする課外ゼミ形式の団体もこれに含まれる。
内訳は、研究・学習系の任意団体が27団体[語学系3団体、福祉系4団体、歴史系10団体、文学系5団体、その他5団体]、交流系の任意団体が2団体、スポーツ系の任意団体が33団体[テニス系6団体、野球系6団体、武道系2団体、サッカー系3団体、バスケットボール系2団体、スキー・スノーボード系2団体、オールラウンド系2団体、その他(陸上、水泳、バドミントン、バレーボール、卓球、ダンス)10団体]、映画・舞台・放送系の任意団体が2団体、音楽系の任意団体が5団体、旅行・アウトドア系の任意団体が5団体、趣味・その他の任意団体が17団体である。以下、主な団体。
- 管弦楽団 : 1976年に管弦楽研究会として設立。通称「駒オケ」[49]
- プロデュース研究会：
- 放送研究会 StudioAbouts：
- 推理小説同好会：
- 国際交流会 Panda：
- ジャズダンスサークル FLAP：
- ストリートダンスサークル KST：
- アカペラサークル鳴声刺心（めいせいししん）：
- お笑い集団ナイフとフォーク：
- eスポーツサークル：
- ポケモンサークル「駒ポケ」：
- クイズ研究会 KOQC：

#### その他団体（3団体）
通常のサークルとは異なり、学生機関としての役割を担う団体が属する。体育会に所属するすべての団体からの派遣委員によって構成される。
- 体育会本部：
- 学生卒業アルバム委員会：卒業アルバムの編集・作成を行う
- オータムフェスティバル実行委員会：学園祭を行う

### 体育会所属団体の主な功績

#### 空手道部
- 1948年創立。1951年に西山英峻師範が就任。空手道部OB会である峻空会が組織されている。幾多の学生優勝者を輩出。第51回全日本大学空手道選手権大会で男子組手団体優勝、男子形団体準優勝、女子組手団体優勝、女子形団体優勝。第53回全日本大学空手道選手権大会で女子組手競技団体戦優勝など。

#### 弓道部
- 創立年月日は不明だが、曹洞宗大学期の1916年には既に活動していたとされる。戦前は本多流開祖・本多利實門下の長谷部慶助らの指導のもと、1939年の第10回明治神宮国民体育大会で個人3位。戦後、GHQにより武道が禁止され廃部となったが、のちに活動再開し、1964年に部に昇格。昇格後の一時期には、正法流開祖・吉田能安が師範を務めていた。
- 女子は1984年、2017年に全関東学生弓道選手権大会で個人優勝、1987年には団体準優勝。
- 男子は1972年 - 1974年、1979年 0 1980年にかけて東京学生弓道連盟2部リーグ所属。

### 学園祭
- オータムフェスティバル
  - 「オータムフェスティバル実行委員会」が結成され、ステージ上での各種パフォーマンスや模擬店といった学園祭ならではのイベントを継承しつつ、地域社会との交流を深める場にもなっている[50]。
- 駒沢ふれあい広場
  - 例年7月に「大学と地域の交流」と題し、大学が「ふれあいの広場」となるよう地域の町内会・協賛企業・PTA・大学生・大学教職員そして全国の同窓生が一同に参加できる、盆踊りを催している。盆踊りでは、やぐらを建て、櫓太鼓を叩く、本格的な作りになっている[51]。

## 大学関係者と組織

### 大学関係者組織
- 駒澤大学同窓会 : 同窓会組織。全国56支部。同窓生総数は26万172人（2023年5月1日時点）[52]。駒澤大学・大学院および駒澤短期大学のほか、岩見沢駒澤短期大学、駒澤大学苫小牧短期大学、苫小牧駒澤大学に在籍した者を含む。中退者も希望すれば入会可能[53]。
  - 11月のオータムフェスティバルの日程に合わせホームカミングデーを開催し、同窓生を大学に招待して恩師や学友との交流を通し本学の現状に触れるイベントを行っている。著名人の講演やショー、懇親パーティー等を開催している。
- 駒澤大学教育後援会 : 保護者組織[54]。
  - 「教育懇談会」地方に住む父母を対象に、大学の近況を報告し、学生生活の様子を知ってもらうとともに、学業成績や就職等の諸問題について教職員と懇談することを目的としている。
  - 「文化講演会」文化人をはじめ芸能界・スポーツ界など各界の第一線で活躍する著名人により、最近の活躍ぶりや体験談また各界についての講演を行っている。
  - 「100円朝食」2014年より教育後援会の支援により学生食堂（スエヒロ）で開始した。学生が毎朝、規則正しく朝食を食べることで、健康的な学生生活をおくってもらうことを目的として始まった。この取組は、日本テレビ「NEWS ZERO」やその他多くの各種メディアで紹介された[55]。
- 駒澤会 : 卒業生の父母が大学の発展、在校生への支援を目的に設立した会[56]
- 信誠会 : 大学教員および研究所など研究者の同窓会
- 会計人会 : 公認会計士および税理士による職域同窓会[57]
- 駒澤不動産紫門会 : 不動産業界人の同窓会[58]
- 放射線同窓会[59]

## 施設
以下、3つのキャンパスがある。

### 駒沢キャンパス

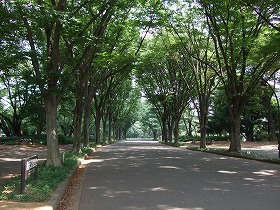
駒沢オリンピック公園

メインキャンパス。全学部学科生が4年間通う。駒沢オリンピック公園に隣接している。
- 最寄り駅は東急田園都市線駒沢大学駅・桜新町駅。駒沢大学駅周辺は、高級住宅街があり都内でも有数の治安の良い地域であるとされる[61] 。
- 最寄りバス停は東急バスの「駒沢」。
- 本部棟、記念講堂、1号館、3号館（種月館）、4号館、禅研究館、7号館、第1研究館、第2研究館、第3研究館、禅文化歴史博物館（耕雲館）、図書館、8号館（1967年完成 - 2024年3月末）がある。

#### 種月館（3号館）
駒澤大学開校130周年記念事業として、2018年4月より供用を開始した。旧9号館、旧6号館（体育館）、喫茶パオと中庭の跡地に建てられ、地上9階地下1階及びテラス棟（緑の丘）から構成されている。最大400人収容の大教室からゼミやグループワークなどに使用できる小教室までさまざまな規模の教室を整備し、アクティブ・ラーニングなどの多様な授業形態に対応できるよう移動可能な机・椅子が多数配置されている。駒沢オリンピック公園を臨む南側に情報グループ学習室を設けている。2015年に国土交通省の「住宅・建築物省CO2先導事業」に採択されている。駒沢オリンピック公園等の周辺環境に調和し、風・光・熱等の自然エネルギーを活用。日常の省CO2だけでなく災害対応拠点としてBCP（Business Continuity Plan：事業継続計画）に寄与する。種月館の名称由来は、禅語の「耕雲種月（こううんしゅげつ）」から採り命名された。耕雲とは雲の下で耕すことで、種月は月の照らす中で植えること。あわせて労苦を厭わず耕作して種をまく、つまり、修行に精進することを指す。「耕雲館」（禅文化歴史博物館）に隣り合う新棟に「種月」の名を冠することで、あらためて大学文化としての禅文化を受け止め、大いに学修・研究・業務に励む場としてほしいとの意味が込められている。日本サインデザイン賞（通称SDA賞）入選。

#### 図書館

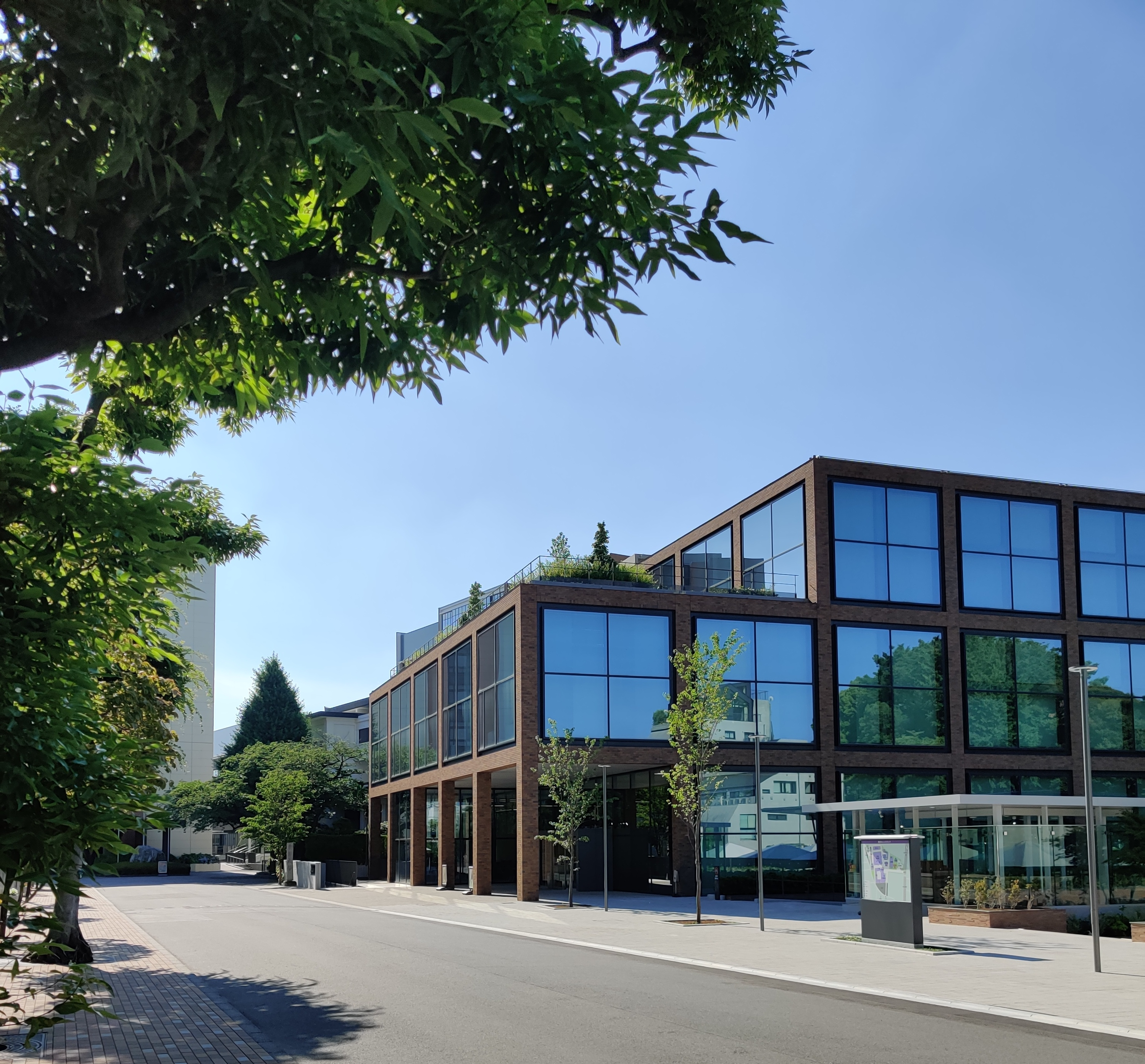
図書館（2022-）

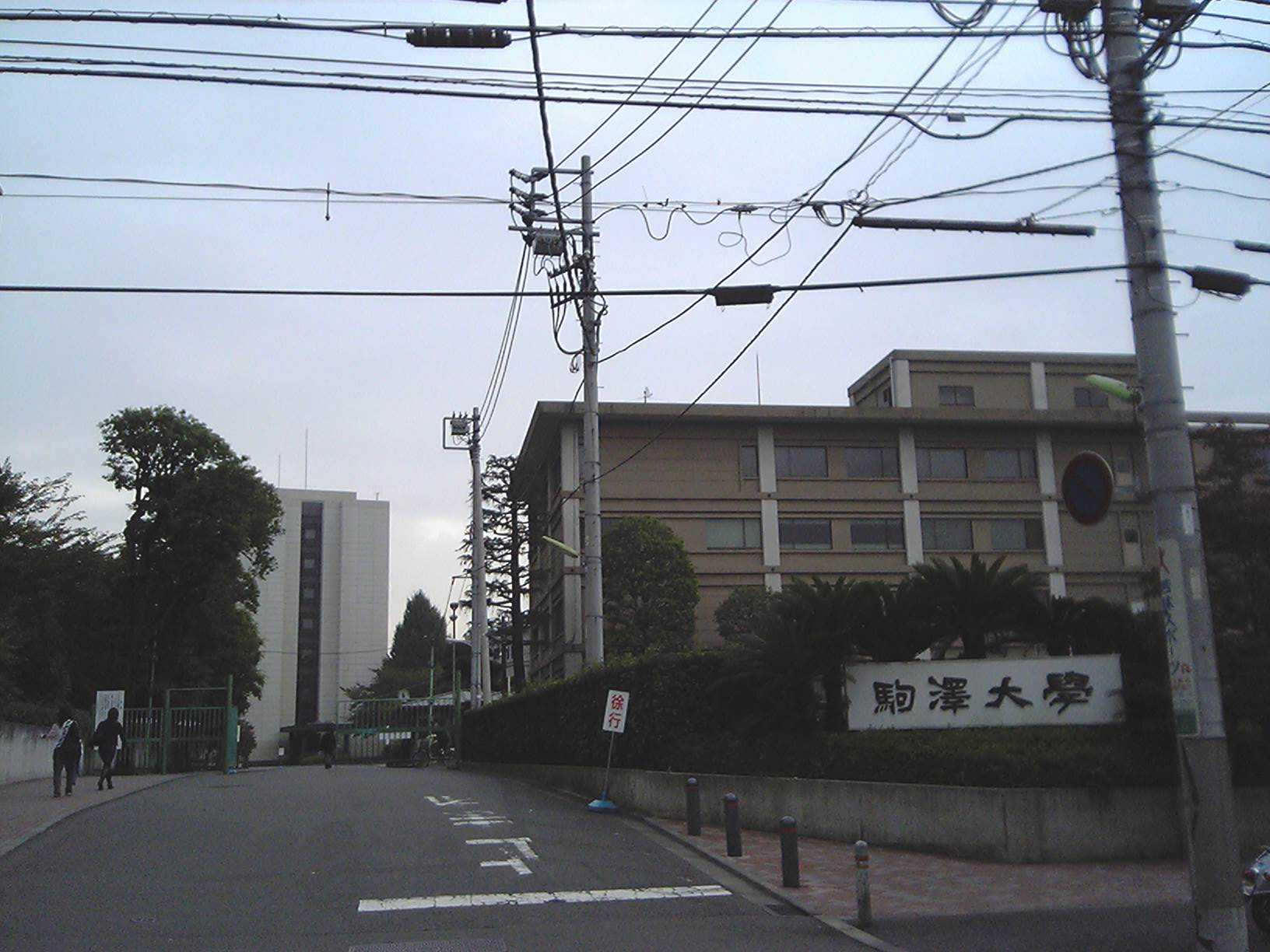
前図書館（1973-2022）2005年頃

開校140周年を迎えた2022年秋に完成。地上6階・地下3階で構成される。「智の蔵」をコンセプトとしている。
- 『松平家忠日記』- 国の重要文化財。文化庁文化審議会文化財分科会（2020年3月19日開催）において答申された駒澤大学図書館所蔵『松平家忠日記』の重要文化財への指定について、2020年9月30日官報（号外第203号 文部科学省告示 第百十八号）にて正式に告示された。『松平家忠日記』の全文画像は駒澤大学図書館電子貴重書庫で公開されている[68]。
- 歴代図書館
  - 初代 : 1908年4月26日開館（東京都港区六本木6丁目）。1913年1月15日に駒沢に移転。1923年の関東大震災で書庫大破まで運用。
  - 2代 : 1928年開館。「耕雲館」、東京都の歴史的建造物に選定される。2002年6月、開学120周年の際に「禅文化歴史博物館」となる。
  - 3代 : 1973年9月6日落成開館。2022年7月30日18時閉館。
  - 4代 : 2022年10月17日に開館。
- 歴代図書館長

- 高田儀光（初代、1913年-）
- 小川霊道（7代、1942年-60年）
- 加藤宗厚（8代）
- 若月正吾（10代、1973年-）
- 若林元典
- 斉藤寿（1989年-）
- 西村紀三郎（1994年-95年）

#### 禅文化歴史博物館
- 2002年6月1日、開館。建物は、1928年に図書館「耕雲館（）」として建てられる。東京都の歴史的建造物に選定（1999年度）。その後、開学120周年の際に禅文化歴史博物館となる[69]。

#### 記念講堂
- 駒澤大学開校100周年記念事業として、1982年に建設された。2階席を合せ1,148名収容。
  - 学会・講演会が可能な、大型スクリーン等の視聴覚機器や無線LAN環境が整備されている。

#### 本部棟
- 駒澤大学開校100周年記念事業として、旧1号館・2号館跡地に建てられた地下1階地上9階建ての事務棟となっている。
  - 現在、本部棟正面玄関の前に設置されている岩の周辺には、かつて噴水があった[70]。

#### 大学会館246
- 2003年5月完成。地上7階建て。3階には8角形の銅板葺き屋根の付いた円卓会議室がある。
  - 国道246号沿いにある。入学センター、同窓会事務局、株式会社KUサポートが入る。
  - 所在地：東京都世田谷区駒沢一丁目17-18。

#### 大学専用道路
- 大学会館246と駒沢キャンパス北門を結ぶ歩道。

#### コミュニティ・ケアセンター
- 2001年4月開設。駒沢キャンパスに隣接する臨床心理学実習センター。一般にも開放している。
  - 所在地：東京都世田谷区駒沢四丁目17-13。

#### 法科大学院棟
- 法科大学院専用校舎。地下1階地上9階建て。模擬法廷を備える。
  - 所在地：東京都世田谷区駒沢二丁目12-5。

### 玉川キャンパス

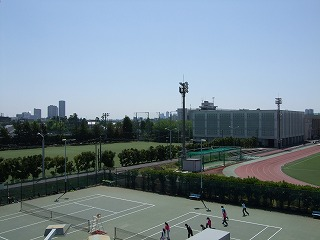
玉川キャンパス

体育・運動・吹奏楽関連施設。グラウンドは人工芝。
- 玉川校舎（教室・事務室）、学生食堂「駒Dining」（2014年建替。旧名称「玉川ホール」）、第1体育館（アリーナ、体操部施設、格技場）、第2体育館（アリーナ、柔道場、空手場、剣道場、トレーニングルーム）、弓道場、相撲部・音楽練習棟、陶芸部棟、陸上競技場・サッカー場、多目的グラウンド（アメフト・ラクロス等）、テニスコート、ゴルフ練習場等を備える。
- 最寄り駅は東急田園都市線二子玉川駅。最寄りバス停は東急バスの「砧本村」。

#### 部室棟
- 2011年1月に部室棟である「TOP駒大」が完成。卓球場とボクシングジムも備える。

### 深沢キャンパス
留学業務を取り扱う国際センターや、各研究所・大学院研究室、公開講座棟が入る。2006年11月完成。
- 最寄り駅は東急田園都市線駒沢大学駅・桜新町駅。最寄りバス停は東急バス「駒大深沢キャンパス前」。

#### 120周年アカデミーホール
- 2006年に駒澤大学開校120周年記念事業として建設された。300名収容。
  - 学会・講演会が可能な、大型スクリーン等の視聴覚機器やLAN環境が整備されている。
  - 敷地面積は約14,000 m2あり、敷地内には三越創業300年記念事業として開設された三越シルバーハウス、迎賓館、三越駒沢店、三越の厚生施設があった。
  - 深沢キャンパス内にシルバーハウス（近代数寄屋建築の創始者である吉田五十八氏の設計監修により建設）、迎賓館を残し、さらに三越美術部が所有していた茶室「而今庵」を日本庭園内に移転した[71]。

#### 学生食堂
- 2012年から駒沢キャンパス大学会館と玉川キャンパスにリニューアルオープンした。駒沢キャンパス大学会館に設置されていた学生食堂は、2018年に種月館内に移転オープン。その際、丸亀製麺とヴィ･ド･フランスも新規オープンした。一人でも気軽に食事ができるよう、カウンター席が多数設置された。本格的な鉄板に載せられた「ビーフステーキ」（500円）が目玉商品となる。この他に豚肉のスタミナ焼、夏場は冷やしうどんが人気。食堂整備には駒澤大学教育後援会より寄付がなされ「Kitchen駒膳」と名付けられた[72]。

過去に営業していた学生食堂

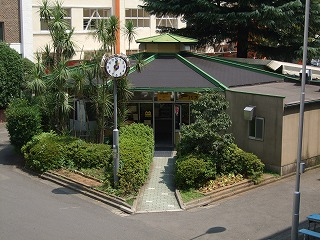
喫茶パオ（2015年終了）

- グリーンハウス: 2011年まで駒沢キャンパスと玉川キャンパスに出店。人気メニューは、駒大ランチ、駒丼、揚げ鳥定食だった。
- 喫茶パオ: 2015年2月まで駒沢キャンパスで営業[73]。サンドウィッチやスパゲティをテイクアウトできる軽食店。モンゴルの遊牧民が使用するテントの中国語名（包、パオ）が店名の由来であり、店の形状も白いテントになっていた。定番メニューは「ミートソーススパ」（270円）。2017年までTwitterアカウント「元・駒沢大学喫茶パオ」(@PaoKoma80)が運用されていた。自称｢パオ兄さん｣。

#### 売店
- 銀座スエヒロカフェテリアサービス: 駒沢キャンパスと玉川キャンパス、両キャンパス内の学生食堂の運営を担う。
- 丸亀製麺 : 大学キャンパスへの出店は全国初となる[62]。
- ヴィ・ド・フランス
- セブン-イレブン : 2008年に日本の施設内小型コンビニ店舗第1号店として、駒沢キャンパスの東門売店棟1階に出店した。おにぎりやファーストフードの品揃えが豊富であるx[74]。
- キッチンカー : 授業期間中、駒沢キャンパス内で日替わりのキッチンカーを営業。クレープが人気[75]。
- 紀伊國屋書店（駒沢大学ブックセンター）
- オフィックス
- シンワネクスト : 1962年に「信和スポーツ」として出店（2008年11月20日社名変更）。生活雑貨、スポーツ用品、パソコン、レンタカー、合宿免許・通学免許の受付など多数取り揃える。

過去に営業していた売店
- 駒大書房
- カメラアート
- ハーベスト株式会社 : 2007年から駒沢キャンパス内で日替わりの弁当を300円でテイクアウト販売していた。

#### セミナーハウス・厚生寮
- 野尻寮（長野県上水内郡信濃町野尻29-2。最寄り駅: しなの鉄道「黒姫駅」）
  - 1962年、父兄会が開校80周年を記念して建設された。地上3階建て、最大140名宿泊可能。セミナー室、食堂、テニスコートを備える。

#### 運営終了したセミナーハウス・厚生寮
- 富浦セミナーハウス（千葉県南房総市富浦町多田良1254-3。最寄り駅: JR内房線「富浦駅」）
  - 1991年に、父兄会30周年記念事業として寄贈された。地上3階建て、宿泊室23部屋、最大122名宿泊可能。セミナー室、食堂、テニスコートを備えていた。2022年9月30日をもって運営を終了した[76]。
- 蓼科寮
  - 1962年に父兄会が開校80周年を記念して長野県北佐久郡立科町に建設された。1973年に廃寮となり、立科町に寄付された。

#### 学生寮
- 仏教研修館竹友寮（東京都世田谷区深沢2-10-16）2008年完成。宗門徒弟を対象とした僧侶育成のための学生寮。法堂を備える。
- 祖師谷寮（世田谷区上祖師谷2-8-30）1963年完成。硬式野球部の寮。2019年に祖師谷寮・野球場再整備事業が完了し、人工芝のグラウンドや屋内練習場が新しく整備された[77]。
- 至道寮（世田谷区宇奈根1-14-9）2018年完成。運動部寮。
- 国際交流館（世田谷区深沢2-10-15）2002年完成。交換留学生のための宿泊施設。
- 国際交流館アネックス（世田谷区深沢2-10 パルク深沢2）2018年完成。交換留学生や外国人研究員の宿泊施設。

## 対外関係
他大学との協定

### 国内

#### 連携協力に関する包括協定
- 麻布大学獣医学部[78]

#### 大学コンソーシアム
- 世田谷六大学コンソーシアム
- 世田谷プラットフォーム
- せたがやeカレッジ
- 仏教図書館協会東地区相互利用

#### 大学院学生交流協定
- 「仏教系四大学の教育及び研究の交流に関する申し合わせ事項」協定校 - 立正大学・大正大学・東洋大学
- 国文学単位互換制度協定校 - 鶴見大学・日本大学
- 英米文学単位互換制度協定校 - 鶴見大学・獨協大学
- 地理学単位互換制度協定校 - 法政大学・明治大学・専修大学・国士舘大学・日本大学
- 考古学単位互換制度協定校 - 昭和女子大学・国士舘大学
- 歴史学単位互換制度協定校 - 青山学院大学・上智大学・明治大学・立教大学・専修大学・國學院大學・国士舘大学・中央大学
- 社会学単位互換制度協定校 - 茨城大学・埼玉大学・千葉大学・東京外国語大学・淑徳大学・成蹊大学・中央大学・都留文科大学・専修大学・創価大学・東洋大学・東京国際大学・常磐大学・武蔵大学・日本女子大学・流通経済大学・法政大学・立教大学・立正大学・明治学院大学・明治大学

### 国外

#### 国際交流協定校
- アメリカ合衆国
  - アーカンソー工芸大学（ATU、アーカンソー州ラッセルビル）
  - カリフォルニア大学アーバイン校（UCI、カリフォルニア州アーバイン）
  - カリフォルニア州立大学ロスアンゼルス校（CSULA、カリフォルニア州ロサンゼルス）
  - ルイジアナ州立大学アレクサンドリア校（LSUA、ルイジアナ州アレクサンドリア市）
- イギリス
  - エクセター大学（UE、イングランド、デヴォン州エクセター）
  - セントラルランカシャー大学（UCLan、イングランド、ランカシャー州ランカシャー）
- オーストラリア
  - クイーンズランド大学（UQ、クイーンズランド州ブリスベン）
  - グリフィス大学（GU、クイーンズランド州ブリスベン）
- カナダ
  - ブリティッシュコロンビア大学（UBC、ブリティッシュコロンビア州バンクーバー）
- 韓国
  - 東国大学校（朝鮮の禅系仏教宗団曹渓宗立、ソウル特別市、慶州市）
  - 慶尚大学校（晋州市、慶尚南道晋州市加佐洞900）
- ベトナム
  - ベトナム国立農業大学（ハノイ市）
- カンボジア
  - 王立プノンペン大学（プノンペン）
- スペイン
  - アルカラ大学（UA、マドリード州アルカラ市）
- タイ
  - ランシット大学（パトゥムターニー県、ピッサヌローク県）
  - マヒドン大学（バンコク）
- 台湾（中華民国）
  - 淡江大学（TU、新北市淡水区）
  - 義守大学（ISU、高雄市）
  - 国立中央大学（桃園市）
  - 元培医事科技大学（新竹市）
  - 中台科技大学（台中市）
- 中国
  - 北京大学（PU、北京市）
  - 華東師範大学（ECNU、上海市）
  - 瀋陽医学院（瀋陽市）
  - 清華大学人文学院（北京市）
- ドイツ
  - ハンブルク大学アジア・アフリカ研究所（UH、ハンブルク）
- フィンランド
  - LUT大学（LUT、ラッペーンランタ）
- フランス
  - エクス＝マルセイユ大学（AMU、エクス＝アン＝プロヴァンス）

### 地方自治体との協定

#### 包括協定
- 世田谷区[79][80]

#### 学生UIJターン就職促進に関する協定
道府県とU・I・Jターン就職促進のための協定を結んでいる。
- 北海道（札幌市）
- 岩手県
- 山形県
- 福島県
- 茨城県
- 栃木県
- 群馬県
- 新潟県
- 石川県
- 福井県（福井市）
- 山梨県
- 長野県
- 岐阜県
- 静岡県
- 岡山県
- 京都府
- 福岡県

### 官公庁との連携
- 警視庁（玉川警察署）[83][84]

### 企業・法人等との連携
- 産学公連携相談窓口（東京商工会議所）[85]
- 株式会社バリアンメディカルシステムズ[86]

## 系列校

### 附属校
- 駒澤大学高等学校
- 駒澤大学附属苫小牧高等学校

### 関係校
曹洞宗の大学
- 東北福祉大学
- 駒沢女子大学
- 鶴見大学
- 愛知学院大学

## 社会との関わり
- 1991年（平成3年）より、大学設置基準の改正により大学基準協会へ加盟するため、基準に見合った新カリキュラムの導入と、自己点検・評価の実施を行った。
  - 新カリキュラムとして、「全学共通科目」の導入を行った。
  - 1995年（平成7年）に、全学自己点検・評価を実施し、本学の取り組みを社会に公開するために報告書を作成した。報告書を「脚下照顧」と題して刊行した。脚下照顧とは、禅語で「常に今ある自己を見つめ、その有り様を検討し、前向きに進んでいく姿勢を示す言葉」である。

## Wiki関係他プロジェクトリンク
- ウィキメディア・コモンズには、駒澤大学に関するカテゴリがあります。
- ウィキソースには、駒澤大学校歌の原文があります。